# Lista de espécies do gênero Hydrolithon
Hydrolithon (Foslie) Foslie, 1909  é o nome botânico  de um gênero de algas vermelhas pluricelulares da família Corallinaceae, subfamília Mastophoroideae.
- Atualmente apresenta 26 espécies taxonomicamente válidas:

## Espécies
- Hydrolithon arenicola  E.Y. Dawson, 1960
- Hydrolithon boergesenii   (Foslie) Foslie, 1909

= Goniolithon boergesenii   Foslie, 1901
= Porolithon boergesenii   (Foslie) M. Lemoine, 1917
- Hydrolithon boreale   (Foslie) Y.M. Chamberlain in L.M. Irvine & Y.M. Chamberlain, 1994

= Hydrolithon farinosum var. solmsiana   (Falkenberg)
= Melobesia farinosa f. callithamnioides   Foslie, 1905
= Melobesia farinosa var. borealis   Lemoine, 1905
= Melobesia farinosa f. borealis   Foslie, 1905
= Fosliella farinosa f. callithamnioides   (Falkenberg) Y.M. Chamberlain, 1983
= Hydrolithon farinosum f. callithamnioides   (Foslie) Serio, 1994
= Fosliella borealis   (Foslie) Athanasiadis, 1996
- Hydrolithon breviclavium   (Foslie) Foslie, 1909

= Goniolithon breviclavium   Foslie, 1907
- Hydrolithon chamaedoris   (Foslie & M. Howe) M.J. Wynne, 2005

= Lithophyllum chamadoris   Foslie & M.A. Howe, 1906
= Fosliella chamadoris   (Foslie & M.A. Howe) M.A. Howe, 1920
- Hydrolithon cruciatum   (Bressan) Y.M. Chamberlain, 1994

= Fosliella cruciata   Bressan, 1977
- Hydrolithon cymodoceae   (Foslie) Penrose, 1992

= Melobesia cymodoceae   Foslie, 1901
= Heteroderma cymodoceae   (Foslie) Foslie, 1909
= Fosliella cymodoceae   (Foslie) P.Jones & Woelkerling, 1984
- Hydrolithon farinosum    (J.V. Lamouroux) D. Penrose & Y.M. Chamberlain, 1993

= Melobesia farinosa    J.V. Lamouroux, 1816
= Melobesia granulata    (Meneghini) Zanardini, 1843
= Fosliella farinosa    (J.V. Lamouroux) M.A. Howe, 1920
- Hydrolithon gardineri    (Foslie) Verheij & Prud'homme van Reine, 1993

= Lithophyllum craspedium f. abbreviatum    Foslie, 1900
= Lithophyllum gardineri    Foslie, 1907
= Lithophyllum coarctatum    Foslie, 1907
= Lithophyllum gardineri f. obpyramidatum    Foslie, 1907
= Lithophyllum gardineri f. subhemisphaericum    Foslie, 1907
= Porolithon gardineri    (Foslie) Foslie, 1909
= Porolithon coarctatum    (Foslie) Foslie, 1909
= Porolithon craspedium f. abbreviatum    (Foslie) Lemoine, 1911
= Porolithon gardineri f. subhemisphaericum    (Foslie) W.R. Taylor, 1950
- Hydrolithon improcerum    (Foslie & M.A. Howe) Foslie, 1909

= Goniolithon improcerum    Foslie & Howe, 1907
= Porolithon improcerum    (Foslie & Howe) Lemoine, 1920
- Hydrolithon iyengarii    Desikachary & E.Ganesan, 1967
- Hydrolithon krusadiense    V.Krishnamurthy & Jayagopal, 1987
- Hydrolithon masakii    Y.-P. Lee & J.-H. Kim in Y.-P. Lee, 2008

= Porolithon orbiculatum    Masaki, 1968
- Hydrolithon munitum    (Foslie & M.A. Howe) Penrose, 1996

= Lithophyllum munitum    Foslie & Howe, 1906
= Neogoniolithon munitum    (Foslie & M.A. Howe) Adey, 1970
- Hydrolithon murakoshii     Iryu & Matsuda, 1996
- Hydrolithon oligocarpum     (Foslie) Foslie

= Porolithon oligocarpum     (Foslie) Foslie
- Hydrolithon onkodes     (Heydrich) D. Penrose & Woelkerling, 1992

= Lithothamnion onkodes     Heydrich, 1897
= Goniolithon onkodes     (Heydrich) Foslie, 1898
= Lithophyllum onkodes     (Heydrich) Heydrich, 1901
= Lithophyllum onkodes f. subramosum     Foslie, 1907
= Lithophyllum funduense     Pilger, 1908
= Porolithon onkodes     (Heydrich) Foslie, 1909
= Lithophyllum onkodes f. funduense     (Pilger) Foslie, 1909
= Spongites onkodes     (Heydrich) Penrose & Woelkerling, 1988
- Hydrolithon pachydermum     (Foslie) J.C. Bailey, J.E. Gabel, & D.W. Freshwater, 2004

= Lithophyllum onkodes f. pachydermum     Foslie, 1904
= Porolithon pachydermum     (Foslie) Foslie, 1909
- Hydrolithon pellire     Y.M. Chamberlain & R.E. Norris, 1994
- Hydrolithon reinboldii     (Weber-van Bosse & Foslie) Foslie, 1909

= Lithophyllum reinboldii     Weber-van Bosse & Foslie, 1901
= Goniolithon reinboldii  (Weber-van Bosse & Foslie) Weber-van Bosse & Foslie, 1904
= Paragoniolithon reinboldii     (Weber-van Bosse & Foslie) Lemoine, 1911
= Porolithon reinboldii     (Weber-van Bosse & Foslie) Lemoine, 1911
= Spongites reinboldii     (Weber-van Bosse & Foslie) Penrose & Woelkering, 1988
- Hydrolithon rupestris   (Foslie) Penrose, 1996

= Lithophyllum rupestre   Foslie, 1907
= Mesophyllum rupestre   (Foslie) Adey, 1970
- Hydrolithon samoënse   (Foslie) Keats & Y.M. Chamberlain, 1994

= Lithophyllum samoënse   Foslie, 1906
= Lithophyllum illitus   M. Lemoine, 1929
= Pseudolithophyllum samoënse   (Foslie) Adey, 1970
= Neogoniolithon illitus   (M. Lemoine) Afons-Carillo, 1984
= Spongites wildpretii   Afonso-Carrillo, 1988
- Hydrolithon sargassi   (Foslie) Y.M. Chamberlain, 1994

= Melobesia marginata f. sargassi   Foslie, 1904
= Lithophyllum sargassi   (Foslie) Foslie, 1906
= Melobesia sargassi   (Foslie) Foslie, 1908
= Heteroderma sargassi   (Foslie) Foslie, 1909
= Pneophyllum sargassi   (Foslie) Y.M. Chamberlain, 1983
= Fosliella sargassi   (Foslie) Athanasiadis, 1996
- Hydrolithon somaliae   (Raineri) P.C. Silva, 1966

= Porolithon somaliae   Raineri, 1929
- Hydrolithon superficiale   Keats & Y.M. Chamberlain, 1994
- Hydrolithon verrucosum   V.Krishnamurthy & Jayagopal, 1987